# TK Bremen
Die TK Bremen war ein unter der Flagge Maltas fahrendes Stückgutschiff.
Das Schiff wurde 1982 unter der Baunummer 261 auf der Daesun-Werft im südkoreanischen Busan gebaut. Angetrieben wurde es von einem Viertakt-Sechszylinder-Dieselmotor mit einer Leistung von 2.944 kW. Der Motor wurde von Hanshin Diesel Works in Lizenz hergestellt.
Das Schiff verfügte über zwei Laderäume und zwei Luken. Pro Luke waren zwei Ladebäume für den Ladungsumschlag verbaut. Die einzelnen Ladebäume konnten jeweils bis zu 20 t heben.
Das Schiff wurde von der Kiran Holding in Istanbul betrieben.

## Havarie am 16.Dezember 2011

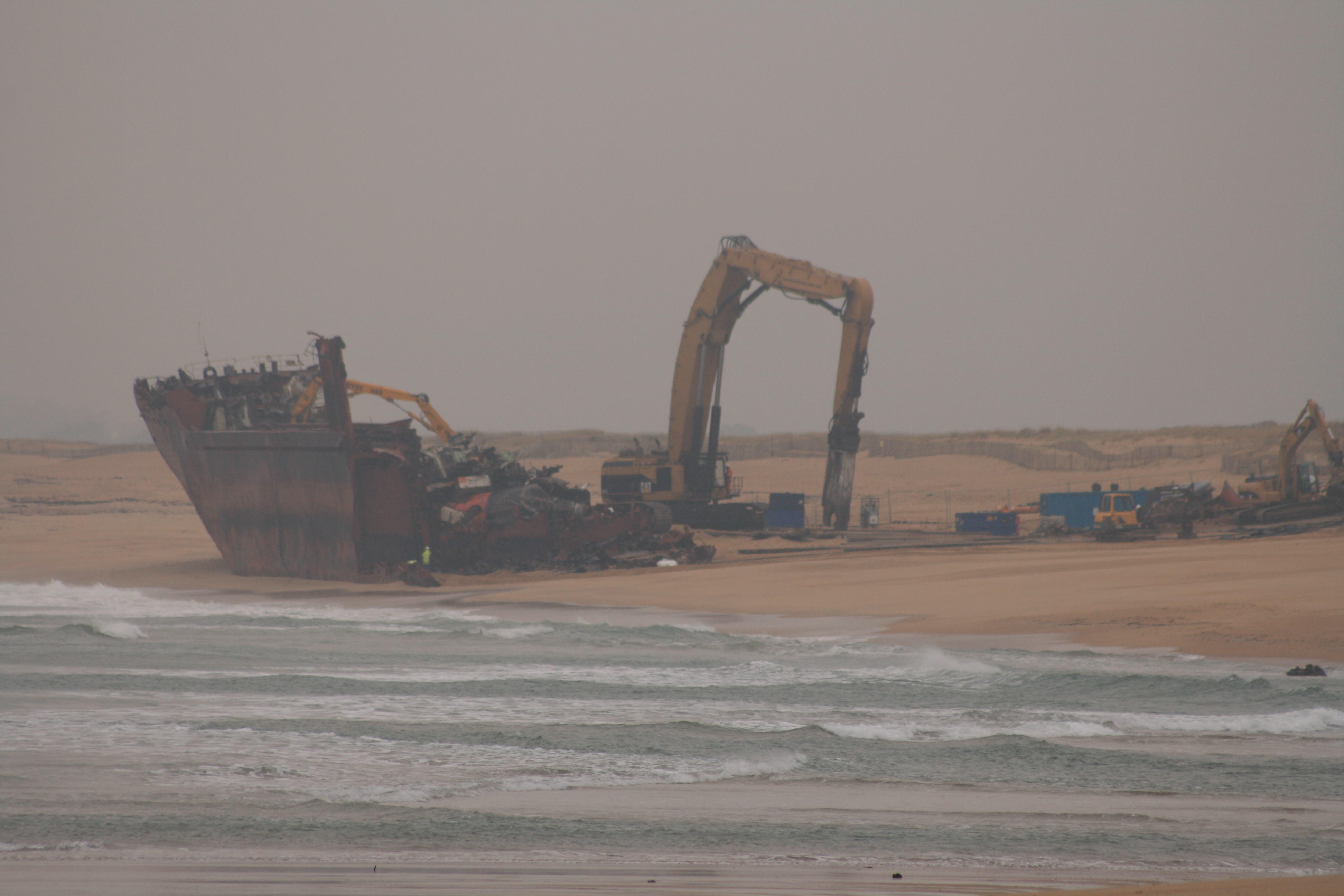
Abbruch des Schiffs am Strand

Die TK Bremen verließ nachmittags am 15. Dezember 2011 trotz Sturmwarnung den Hafen von Lorient mit dem Zielhafen Ipswich. Das Schiff ankerte wegen des Orkans Joachim zunächst acht Kilometer ostnordöstlich im Schutz der Île de Groix, vertrieb aber in der Nacht zum 16. Dezember am Anker und rief um 0.40 Uhr um Hilfe. Der in Lorient stationierte Schlepper Abeille Bourbon erreichte den Havaristen aufgrund des Wetters nicht mehr rechtzeitig. Die TK Bremen strandete gegen zwei Uhr Ortszeit nahe der Ortschaft Erdeven an der Südküste der Bretagne. Hierbei wurde der Rumpf des Schiffes schwer beschädigt und verlor dabei etwa 180 Tonnen Öl. Ab drei Uhr wurde die gesamte Mannschaft, bestehend aus 19 Personen, in zwei Anläufen von einem NH90 Hubschrauber der Marinebasis Lanvéoc-Poulmic abgeborgen und nach Lann-Bihoué geflogen.
Das Schiff wurde Anfang 2012 an Ort und Stelle zerlegt.